# 徐俊民
徐俊民（1481年—？），字達夫，浙江紹興府山陰縣人，民籍，明朝政治人物。

## 生平
正德十一年（1516年）丙子科浙江鄉試第六十名舉人，十六年（1521年）中式辛巳科會試第一百七十一名，三甲第一百八十四名進士。授鄱陽縣知縣。嘉靖七年（1528年）正月选授工科給事中，復除刑科給事中，十一年二月劾罢河道都御史李緋、操江都御史張璇，又疏请更定田賦。十二年四月世宗令科道官员互相纠劾，徐俊民被台臣所劾，但被世宗留用。後出任江西按察司佥事。

## 家族
曾祖徐玘；祖父徐皡；父徐鍊，母朱氏。具庆下。